# Tổng thống Ba Lan
Tổng thống Cộng hòa Ba Lan (tiếng Ba Lan: Prezydent Rzeczypospolitej Polskiej) là nguyên thủ quốc gia của Cộng hòa Ba Lan, được nhân dân Ba Lan bầu cử trực tiếp và có nhiệm kỳ 5 năm. Một người không thể tái đắc cử chức vụ này quá hai lần. Quyền và nghĩa vụ của tổng thống được quy định tại Hiến pháp Cộng hòa Ba Lan. Theo quy định của hiến pháp hiện tại, Tổng thống Cộng hòa Ba Lan là nguyên thủ quốc gia, đại diện tối cao của Ba Lan, là người đảm bảo tính liên tục của phủ và không thể được tái đắc cử quá hai nhiệm kỳ. Điều này có nghĩa rằng Tổng thống là người đứng đầu cơ quan hành pháp, được bầu lên để đại diện cho quyền lợi của Ba Lan trên trường quốc tế, bảo đảm sự tuân thủ hiến pháp và chịu trách nhiệm về an ninh quốc gia. Tổng thống kêu gọi các cuộc bầu cử Sejm và Thượng viện. Ông có quyền giải tán Quốc hội khi Quốc hội không thể thành lập một Hội đồng Bộ trưởng hay thông qua một đạo luật về ngân sách. Ông có thể (với sự ưng thuận của Thượng viện) kêu gọi tổ chức một cuộc trưng cầu dân ý về các vấn đề quan trọng đối với đất nước cần phải có quyết định của mọi công dân Ba Lan.

Tổng thống có quyền tự do chọn lựa Thủ tướng, nhưng trên thực tế thì Tổng thống thường không giao nhiệm vụ lập một chính phủ mới cho một nhà chính trị mà không được đa số Sejm ủng hộ.
Tổng thống có quyền khởi xướng một quá trình lập pháp. Ông/bà cũng có cơ hội gây ảnh hưởng trực tiếp bằng cách sử dụng quyền phủ quyết của mình để dừng một dự thảo luật; tuy nhiên phiếu phủ quyết của ông có thể bị lật bởi tỷ lệ phiếu đa số 3/5 với sự có mặt của ít nhất một nửa nghị sĩ đúng luật định của Sejm (230). Trước khi ký ban hành một dự thảo luật thành luật, Tổng thống cũng có thể đề nghị Tòa án Hiến pháp xác minh sự phù hợp của dự thảo luật này với Hiến pháp, mà điều này trên thực tế mang một ảnh hưởng quyết định lên quá trình lập pháp.
Trong vai trò đại diện tối cao của nhà nước Ba Lan, Tổng thống phê chuẩn và hủy bỏ các hiệp ước quốc tế mà Ba Lan ký kết, bổ nhiệm và triệu hồi đại sứ Ba Lan tại nước ngoài và chấp nhận quốc thư. Tổng thống cũng quyết định tặng thưởng các huân chương nhà nước. Ngoài ra, Tổng thống có quyền ân xá bằng cách bãi bỏ bản án có hiệu lực cuối cùng của toà án (trên thực tế, Tổng thống thường tham vấn ý kiến Bộ trưởng Tư pháp trước khi quyết định ân xá).

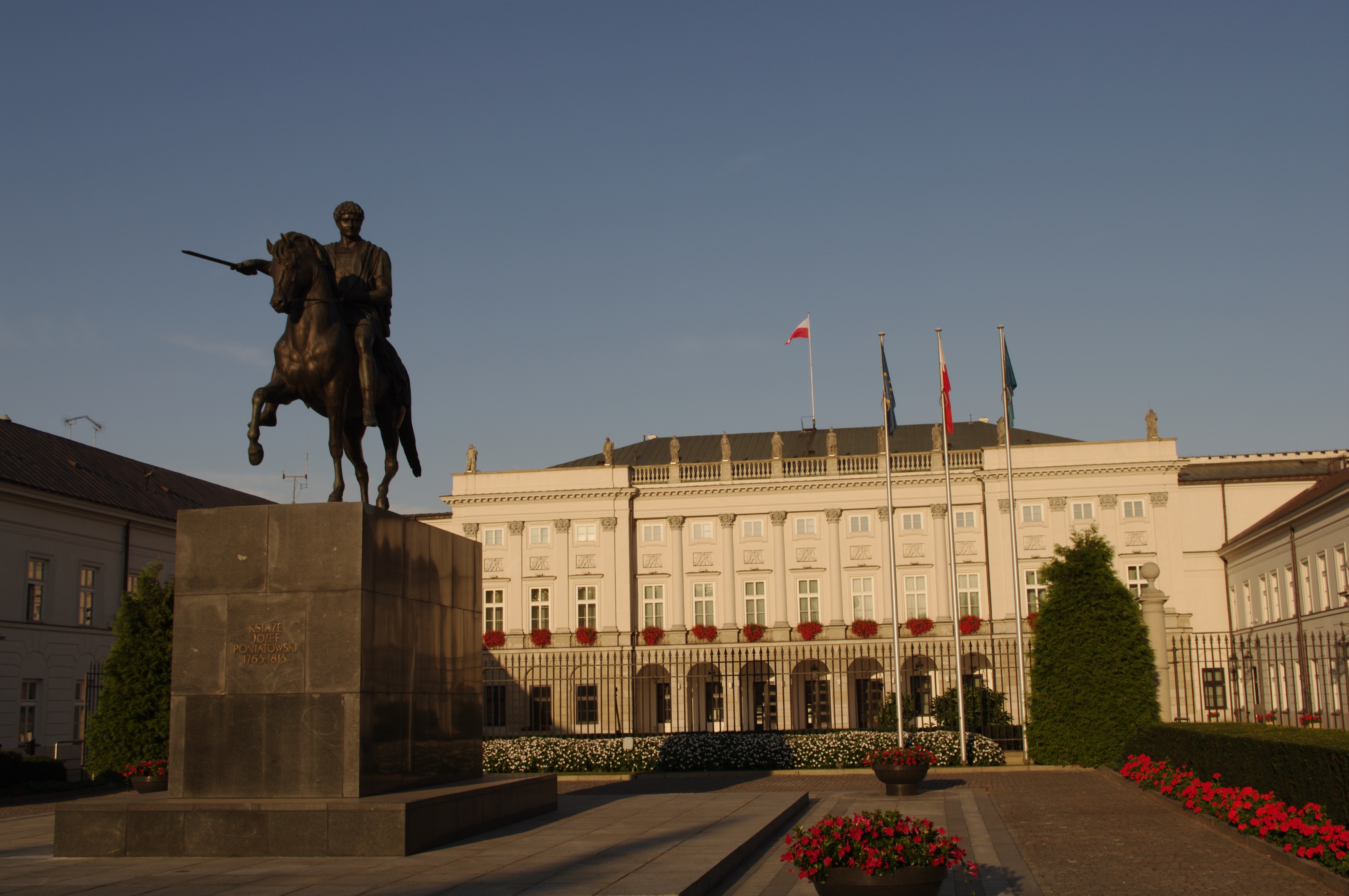
Dinh Tổng thống trên phố Krakowskie Przedmieście ở Warszawa, với bức tượng trên lưng ngựa của hoàng tử Józef Poniatowski của nhà điêu khắc Bertel Thorvaldsen.

Tổng thống cũng là Tư lệnh tối cao của Các lực lượng vũ trang; ông bổ nhiệm Tổng trưởng bộ tham mưu các lực lượng vũ trang: trong thời chiến, Tổng thống Tổng chỉ định tư lệnh các lực lượng vũ trang và có thể ra lệnh tổng động viên. Tổng thống thực hiện nhiệm vụ này với sự trợ giúp của các cơ quan sau: Phủ thủ tướng, Cơ quan An ninh Quốc gia, Cục cố vấn Tổng thống.

## Các cựu tổng thống
Các cựu tổng thống Ba Lan đã được các quan chức của Biuro Ochrony Rządu ban quyền bảo vệ cá nhân trọn đời (nhưng chỉ trong khu vực thuộc chủ quyền của Ba Lan) cũng như tiền hưu trí trọn đời.
Đến thời điểm năm 2007, có 4 cựu tổng thống Ba Lan vẫn còn sống:
- Wojciech Jaruzelski (phục vụ từ 1989-1990, trước 1989, ông là Chủ tịch Hội đồng Nhà nước, về danh nghĩa cũng là người đứng đầu nhà nước, và Chủ tịch Cộng hòa Nhân dân Ba Lan cho đến tháng 12 năm 1989)
- Lech Wałęsa (phục vụ từ 1990-1995) - tổng thống đầu tiên được bầu thông qua bầu cử trực tiếp.
- Aleksander Kwaśniewski (phục vụ từ 1995-2005) - tổng thống đầu tiên được tái đắc cử sau khi hết hạn nhiệm kỳ thứ nhất.

## Danh sách tổng thống Ba Lan

### Đệ nhất Cộng hòa Ba Lan(1918-1939)
| Chân dung | Chân dung | Tên (Năm sinh–Năm mất)                    | Bắt đầu nhiệm kỳ     | Kết thúc nhiệm kỳ                | Đảng phái                                                 |
| --------- | --------- | ----------------------------------------- | -------------------- | -------------------------------- | --------------------------------------------------------- |
| 1         |           | Józef Piłsudski (1867–1935)               | 14 tháng 11 năm 1918 | 11 tháng 12 năm 1922             | Độc lập                                                   |
| 2         |           | Gabriel Narutowicz (1865–1922)            | 11 tháng 12 năm 1922 | 16 tháng 12 năm 1922 (bị ám sát) | Độc lập sau chuyển sang Đảng Nhân dân Ba Lan "Wyzwolenie" |
|           |           | Maciej Rataj (1884–1940) Quyền Tổng thống | 16 tháng 12 năm 1922 | 22 tháng 12 năm 1922             | Đảng Nhân dân Ba Lan "Piast"                              |
| 3         |           | Stanisław Wojciechowski (1869–1953)       | 22 tháng 12 năm 1922 | 14 tháng 5 năm 1926              | Đảng Nhân dân Ba Lan "Piast"                              |
|           |           | Maciej Rataj (1884–1940) Quyền Tổng thống | 14 tháng 5 năm 1926  | 4 tháng 6 năm 1926               | Đảng Nhân dân Ba Lan "Piast"                              |
| 4         |           | Ignacy Mościcki (1867–1946)               | 4 tháng 6 năm 1926   | 30 tháng 9 năm 1939              | Sanation                                                  |

### Đệ nhị Cộng hòa Ba Lan(1989-nay)
| Chân dung | Chân dung            | Tên (Năm sinh–Năm mất)                        | Bắt đầu nhiệm kỳ     | Kết thúc nhiệm kỳ                                | Đảng phái                         |
| --------- | -------------------- | --------------------------------------------- | -------------------- | ------------------------------------------------ | --------------------------------- |
| 5         |                      | Wojciech Jaruzelski (1923–2014)               | 31 tháng 12 năm 1989 | 22 tháng 12 năm 1990                             | Đảng Công nhân Thống nhất Ba Lan  |
| 6         |                      | Lech Wałęsa (1943–)                           | 22 tháng 12 năm 1990 | 22 tháng 12 năm 1995                             | Độc lập (Đảng Công đoàn Đoàn kết) |
| 7         |                      | Aleksander Kwaśniewski (1954–)                | 23 tháng 12 năm 1995 | 23 tháng 12 năm 2000                             | Đảng Dân chủ Xã hội               |
| 7         | 23 tháng 12 năm 2000 | Aleksander Kwaśniewski (1954–)                | 23 tháng 12 năm 2005 | Độc lập                                          |                                   |
| 8         |                      | Lech Kaczyński (1949–2010)                    | 23 tháng 12 năm 2005 | 10 tháng 4 năm 2010 (qua đời khi đang tại nhiệm) | Đảng Pháp luật và Công lý         |
| -         |                      | Bronisław Komorowski (1952–) Quyền Tổng thống | 10 tháng 4 năm 2010  | 8 tháng 7 năm 2010                               | Đảng Cương lĩnh Dân sự            |
| -         |                      | Bogdan Borusewicz (1949–) Quyền Tổng thống    | 8 tháng 7 năm 2010   | 8 tháng 7 năm 2010                               | Đảng Cương lĩnh Dân sự            |
| -         |                      | Grzegorz Schetyna (1963–) Quyền Tổng thống    | 8 tháng 7 năm 2010   | 6 tháng 8 năm 2010                               | Đảng Cương lĩnh Dân sự            |
| 9         |                      | Bronisław Komorowski (1952–)                  | 6 tháng 8 năm 2010   | 6 tháng 8 năm 2015                               | Đảng Cương lĩnh Dân sự            |
| 10        |                      | Andrzej Duda (1972–)                          | 6 tháng 8 năm 2015   | 6 tháng 8 năm 2025                               | Đảng Pháp luật và Công lý         |
| 11        |                      | Karol Nawrocki (1983-)                        | 6 tháng 8 năm 2025   | Đương nhiệm                                      | Độc lập                           |